# Thủy điện Khe Thơi
Thủy điện Khe Thơi là thủy điện xây dựng trên dòng khe Thơi tại vùng đất xã Lạng Khê, huyện Con Cuông tỉnh Nghệ An, Việt Nam  .
Thủy điện Khe Thơi có công suất 12 MW với 2 tổ máy, khởi công lần đầu tháng 6/2009  khởi công lại tháng 9/2015 , dự kiến hoàn thành năm 2019.

## Khe Thơi
Khe Thơi hay suối Thơi là phụ lưu cấp 1 của sông Lam, bắt nguồn ở vùng núi biên giới Việt Lào tại huyện Tương Dương 19°01′15″B 104°25′26″Đ / 19,020817°B 104,423868°Đ và đổ vào sông Lam ở xã Lạng Khê, huyện Con Cuông tỉnh Nghệ An, Việt Nam .
Tên "suối Thơi" được dùng trong Bản đồ địa hình  và trong "Danh mục địa danh dân cư... tỉnh Nghệ An" . Dự án thủy điện dùng tên gọi ở địa phương là "khe Thơi".
Trên sông Lam ở đoạn có khe Thơi có các Thủy điện Khe Bố 19°11′28″B 104°39′31″Đ / 19,191111°B 104,658611°Đ và  Chi Khê 19°05′08″B 104°48′34″Đ / 19,085419°B 104,809312°Đ

## Chỉ dẫn
1. ↑  Trong tiếng Việt thì "khe" có nghĩa là sông, suối.